# Jean-Charles de Fontbrune
Jean-Charles de Fontbrune, nacido Jean Pigeard de Gurbert (Sarlat, 29 de octubre de 1935 – Brive-la-Gaillarde, 7 de diciembre de 2010) fue un escritor francés, exégeta de Nostradamus.

## Biografía
Influido por su padre,  Jean-Charles se interesó en la obra de Nostradamus.
Fue uno de los traductores más prolíficos de Nostradamus.
A partir de 1963, convencido de la veracidad de las previsiones de Nostradamus, publicó una serie de obras sobre sus profecías. Su obra, Nostradamus, historien et prophète («Nostradamus, historiador y profeta»), publicada en 1980, tuvo un éxito comercial considerable.
Jean-Charles ejerció la profesión de visitador médico. Escogió para su seudónimo del apellido de otra rama de la familia.
Falleció a la edad de 75 años en Brive-la-Gaillarde, como consecuencia de un proceso tumoral.

## Publicaciones

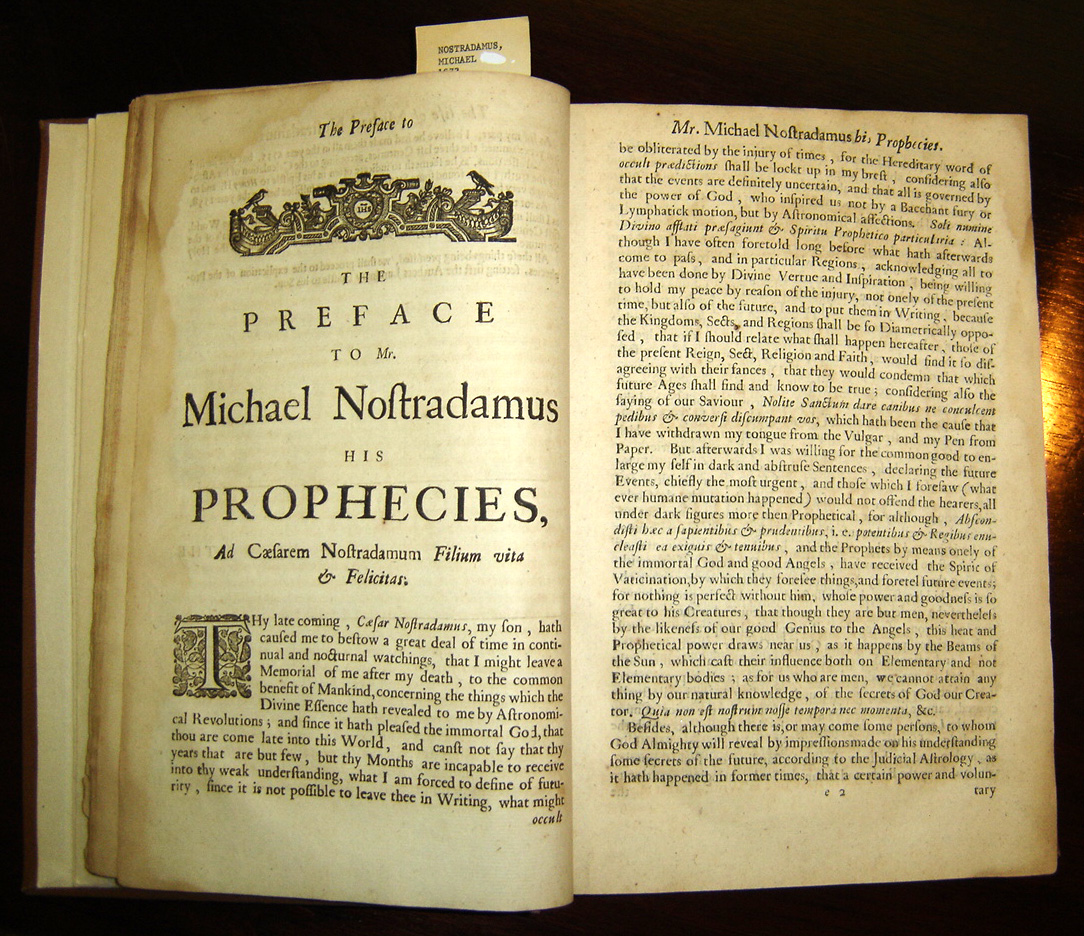
Copia de Garencières, 1672, traducción inglesa de las Profecías.

- Nostradamus, historien et prophète (tomo 1), Éditions du Rocher, 1980 («Nostradamus, historiador y profeta»)
- Nostradamus, historien et prophète (tomo 2), Éditions du Rocher, 1982 («Nostradamus, historiador y profeta»)
- Histoire et prophétie des papes, Éditions du Rocher, 1984 («Historia y profecía de los Papas»)
- Nostradamus, nouvelles prophéties, Éditions de la Seine, 1997 («Nostradamus, nuevas profecías»)
- Nostradamus: médecin et prophète, Éditions du Rocher, 1999 («Nostradamus: médico y profeta»)
- Nostradamus aura-t-il raison ?, Éditions du Rocher, 2003 («¿Tendrá razón Nostradamus»)
- Nostradamus l'avait prédit, Éditions du Rocher, 2009 («Nostradamus lo predijo»)